# Аспар
Флавий Ардавур Аспар (лат. Flavius Ardabur Aspar) (неизвестен — 471 год) — полководец Восточной Римской империи, первый из патрициев (лат. primus patriciorum), первый член сената (лат. princeps senatus), консул в 434 году, магистр армии (лат. magister militum) в 431—471.

## Происхождение
Ардавур Аспар, алан или гот по происхождению, арианин по вероисповеданию. Трижды женат: первая жена дочь Плинты (консул 419 года), вторая неизвестна, третья жена — тётка (или сестра) Теодориха Страбона. Имел троих сыновей от разных жен — Ардавура (лат. Ardabur), Патрикия (лат. Julius Patricius), Германариха (лат. Herminericus) и двух дочерей (имена не сохранились). Принадлежал к известному и влиятельнейшему роду Аспаров-Ардавуриев, который более пятидесяти лет играл значительную роль в Восточной Римской империи. Его отец Ардавур был magister militum (?per Orientum) 421—422, magister militum (?praesentalis) (422?-) 424—425 (?-427), консулом (427) при императоре Феодосии II. Впервые Ардавур упоминается в источниках в 421 году во время войны с персами (421—422): в 421 году опустошив Арсанену, он вторгся в Месопотамию и осадил Нисибис, а в следующем году заманил в засаду и уничтожил семь персидских военачальников. Бернард С. Бахрах считает, что Ардавур сохранял за собой важные командные должности по крайней мере до 442 года. Высокое положение, занимаемое отцом, по всей видимости, способствовало тому, что Аспар, начав свою военную карьеру в молодости, успешно продвигался по служебной лестнице. Вероятно, в 424 году он уже был comes et magister utriusque militiae (то есть «магистром обеих армий»). Связи отца обеспечили Аспару и выгодную партию — за него была выдана дочь могущественного гота — арианина Плинты, от брака с которой родился старший сын Аспара Ардавур.

## Борьба с узурпатором Иоанном
15 августа 423 года умер император Западной Римской империи Гонорий. Власть после кончины императора захватил Иоанн, primicerius notariorum (глава императорской канцелярии) равеннского двора. Законным наследником Гонория являлся Валентиниан, сын его сестры Галлы Плацидии и Констанция III. Однако незадолго до смерти Гонорий поссорился с сестрой, и она с детьми отправилась в Константинополь к своему племяннику Феодосию II, и в момент смерти императора её не было в Равенне. Император Феодосий не признал власти узурпатора, возобновил за Галлой Плацидией титул августы и возвёл Валентиниана в цезари. Союз империй был скреплён помолвкой двух детей — Валентиниана с Лицинией Евдоксией, дочерью Феодосия II. Командующим армией, которая должна была восстановить законного наследника на престоле, был назначен Ардавур, в будущем походе его должны были сопровождать Аспар и Кандидиан.

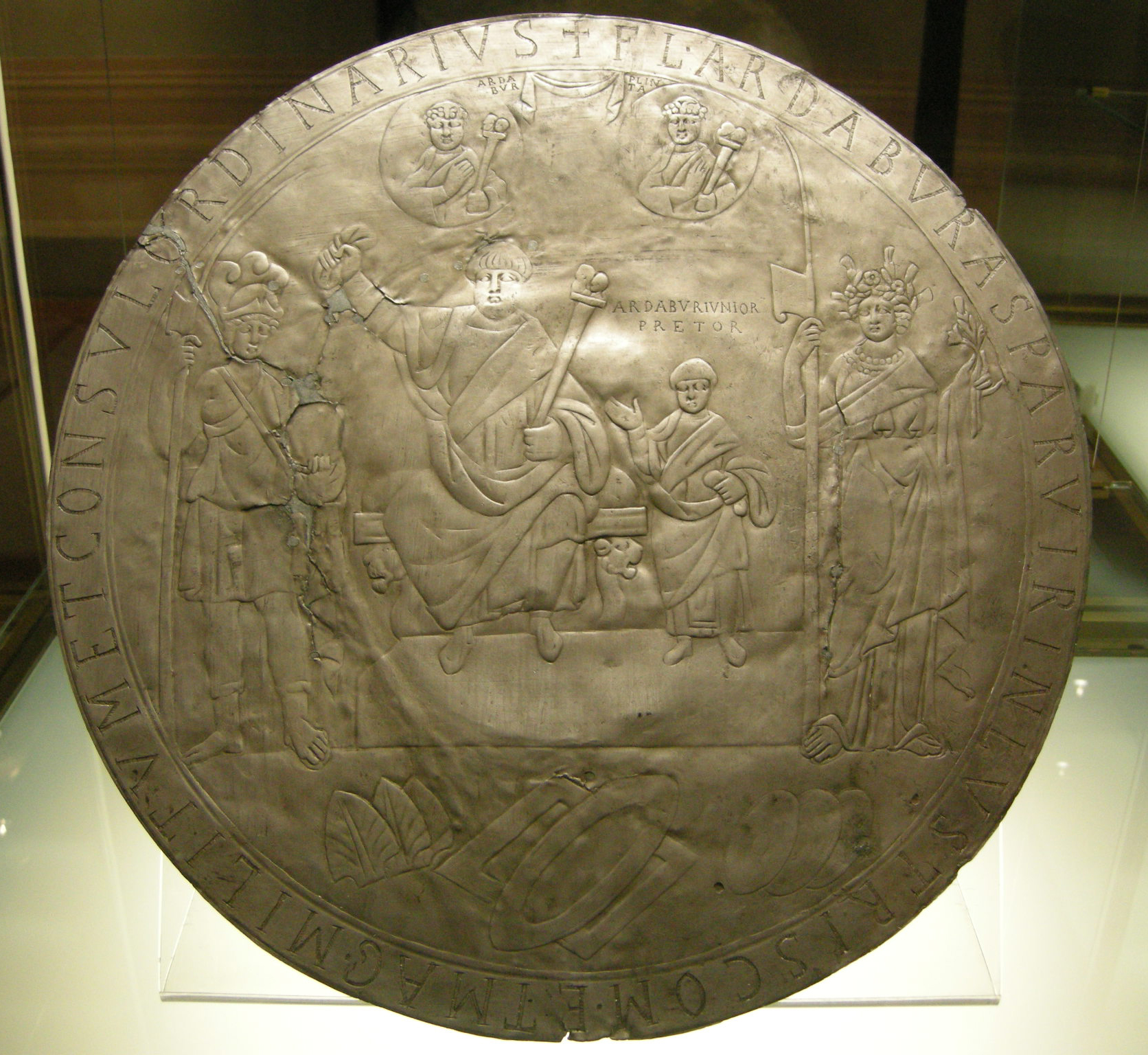
«Миссорий Аспара» (общий вид). Предмет является частью коллекции Национального археологического музея Флоренции.

В 424 году армия выступила в Далмацию и овладела Салоной, там войска разделились — пехота Ардавура и Кандидиана отправилась на кораблях, а Аспар, стоявший во главе конницы, выступил по далматинскому побережью и должен был соединиться с основными силами у Аквилеи, главного порта к северу от Равенны. Однако непогода помешала эскадре Ардавура достигнуть цели, его корабли были отогнаны сильным неблагоприятным ветром к югу, а сам он попал в плен к узурпатору. В Равенне к Ардавуру относились с почётом, полагавшимся столь важному пленнику, чем он и воспользовался. Время, проведённое в плену, он использовал для подготовки заговора против Иоанна. Тем временем Кандидиан взял Аквилею, куда подошли и силы Аспара. Основной целью стала Равенна — неприступная крепость, окружённая болотистой местностью. Аспар выступил из Аквилеи, подступил к Равенне и, найдя проводника, сумел занять город. По-видимому, не обошлось без измены, которой способствовал Ардавур, так как крепость могла выдержать многомесячную осаду. Впоследствии занятие Аспаром Равенны приписывалось даже помощи божественного провидения. Узурпатор Иоанн был захвачен и вскоре казнён (425) в Аквилее. В этот момент в Италию с большими силами гуннов вернулся Аэций, посланный за подкреплениями узурпатором Иоанном. Между войсками Аэция и Аспара произошло сражение. Однако Аэций продолжению борьбы предпочёл переговоры, и Галла Плацидия приняла его услуги.
После занятия Рима туда прибыла Галла Плацидия с сыном, и Валентиниан был провозглашён императором. Феодосий намеревался лично участвовать в торжествах, но изменил своё мнение — и церемонию облачения мальчика в императорский пурпур провёл в качестве его представителя magister officiorum Гелион.. В результате кампании 424—425 годов все цели императора Феодосия на Западе были достигнуты. Поход Ардавура и Аспара против узурпатора Иоанна завершил многолетнюю борьбу двух империй за контроль над префектурой Иллирик, и в 425 году диоцез Иллирик вошёл в состав Восточной Римской империи. Этот несомненный военно-политический успех принес Ардавуру-отцу консульство 427 года.

## Борьба за Африку
В 431 году положение в Африке стало критическим. Вандалы и аланы, высадившиеся в 429 году, двинулись вдоль побережья в восточном направлении и вскоре осадили комита Бонифация в Гиппон-Регии (430). Городу пришлось выдержать четырнадцатимесячную осаду. Восточно-Римская империя не могла оставаться в стороне — стремительное продвижение вандалов могло начать угрожать непосредственно её собственным территориальным владениям. Необходимо было помочь равеннскому правительству сохранить за собой хотя бы часть территорий в Северной Африке, а в случае поражения западно-римских войск не допустить прорыва вандалов на территорию империи. В 431 году Аспар во главе армии и флота был послан на помощь Бонифацию.
В конце 431 года экспедиция достигла цели своего назначения — силы Аспара и Бонифация соединились. О характере военных действий известно мало. Прокопий Кесарийский говорит о жестокой битве между войсками Аспара и вандалами Гейзериха, в которой вандалы нанесли римлянам сокрушительное поражение. После разгрома Аспар отправился в Константинополь, а Бонифаций в Италию. Тем не менее излагаемая Прокопием версия событий не находит подтверждения, и, вероятно, речь идёт лишь о незначительном столкновении. После прибытия Аспара действия западно-римских войск не были ни успешными, ни продолжительными — известно, что Бонифаций уже в 432 году находился в Италии, где, вступив в борьбу с Аэцием, пал в битве при Римини в 432 году. Однако, по всей видимости, целью Аспара и не являлось уничтожение основных сил вандалов в одном или нескольких крупных сражениях. Вряд ли восточно-римское правительство располагало достаточными средствами для осуществления подобной задачи. Присутствие армии Аспара должно было обеспечить сохранение интересов империи в регионе, и действия восточно-римских войск носили сдерживающий характер и сводились к небольшим стычкам и демонстрации силы. Предполагается, что в период с 431 по 434 год Аспар большую часть времени провёл в Карфагене, и посвятил его налаживанию переговоров с Гейзерихом. Не исключено, что ему в 433—434 годах приходилось выстраивать рабочие отношения с Аэцием, фактически определявшим политику Запада после своего возвращения во власть. Деятельность Аспара была оценена императором — он, находясь в Карфагене, был удостоен консульства 434 года, а его сын Ардавур в том же 434 году был претором. Он мог участвовать и в заключении договора с вандалами в 435 году. Условия договора были несомненно подготовлены усилиями Аспара во время его пребывания в Северной Африке. По договору 435 года вандалам отходили сравнительно бедные прибрежные зоны Нумидии и Мавретании — по крайней мере, Аспар смог не допустить перехода под контроль Гейзериха наиболее богатых провинций — Бизацены и Проконсульской Африки. Остаётся добавить, что именно в этой кампании, согласно известному преданию, в плен к вандалам попал доместик Аспара Маркиан.
Ситуация в Африке резко изменилась в 439 году. 19 октября 439 года вандалы неожиданно нарушили мирный договор и захватили Карфаген и овладели прекрасной гаванью и флотом. В 440 году они предприняли попытку вторгнуться в Сицилию и создали угрозу южному побережью Италии. В 441 году флот из 1100 кораблей под началом трёх командующих — Ареобинда, Ансилы и Германа отплыл из Константинополя на помощь императору Валентиниану III. Столкнувшись с восточно-римским флотом, Гейзерих вновь предпочёл вступить в переговоры. Однако Аспар непосредственного участия в экспедиции против вандалов не принял — территории самой Восточной Римской империи стали угрожать персы. После воцарения Йездигерда II (438—453) отношения между двумя странами ухудшились, и в 440 году войска под началом Аспара и Анатолия были отправлены на Восток.
Ведя боевые действия против вандалов в Африке и персов в Армении, империя оказалась беззащитной перед обрушившимся на неё страшным врагом — гуннами Аттилы.

## Вторжение Аттилы[47]
Кампания 441 года началась нападением гуннов Аттилы и Бледы на одну из крепостей севернее Дуная. Поводом для открытия военных действий стали кощунственные действия епископа Марга, разграбившего гуннские захоронения. Наряду с этим Аттила обвинил Константинополь в укрывании беглецов. После этого гунны пересекли Дунай и вторглись на территорию империи. Аттиле удалось захватить Виминаций, Марг, их судьбу разделила и крепость Констанция. Вторжение завершилось взятием Сингидунума и Сирмия. Константинополь ничем не смог ответить на прорыв: Аспар и Анатолий находились на Востоке, Ареобинд с флотом у берегов Сицилии. Возникшая угроза заставила отозвать Аспара и Ареобинда — необходимо было налаживать оборону дунайского рубежа. Однако силы отвлечённые с Востока и Африки уже не могли принять участие в кампании, а для создания нового заслона на пути гуннов требовалось время. Таким образом, усилия необходимо было сосредоточить на решении главной дипломатической задачи — достижении перемирия. В этом направлении удалось достичь несомненного успеха — Аспар заключил с Аттилой мир сроком на один год, Анатолий на тот же срок установил перемирие с персами. Безусловно, Аттила понимал, что империя использует полученную передышку на подготовку кампании следующего года, однако, по неизвестным причинам, мир им нарушен не был, и активных военных действий в 442 году не последовало. 441 год отмечен и ещё одним событием — Арнегискл, гот по происхождению, убил Иоанна Вандала, magister utriusque militiae per Thracias. Событие достаточно темное, но оставившее свой отзвук в судьбе империи.
В 443 Аттила возобновил свои претензии. Со стороны империи было отказано выдать беглецов и предложено вступить в переговоры, чтобы уладить разногласия дипломатическим путём. Очевидно, что двор Феодосия уже мог рассчитывать на большие силы и подготовленность в предстоящей войне. Ответ последовал незамедлительно. Аттила направил свои войска на восток по Дунаю, захватил несколько небольших укреплений и ключевой город Ратиария. Пройдя долиной реки Марг, гунны захватили Наис, после чего двинулись в юго-восточном направлении вдоль реки Нишавы и разорили город Сердику. Дунайский рубеж и сколь бы то ни было организованная оборона, способная сдержать движение гуннов перестали существовать. Аттила двинулся по военной дороге, проложенной по долине реки Гебра, и захватил Филиппополь и Аркадиополь. Путь на Константинополь был открыт. Однако основные силы империи, во главе которых стояли Аспар, Ареобинд и Арнегискл ещё не вступали в сражение.
Две армии встретились и после ряда сражений у стен Константинополя, гунны оттеснили Аспара от города и заставили отступить на Галлипольский полуостров. Гунны вышли к морю в трёх пунктах — в Галлиполи и Сесте на юге, и где-то севернее Константинополя. Они также захватили крепость Атирас, расположенную неподалёку. Аттила понимал, что не в состоянии взять Константинополь. Город был защищён мощными стенами и сильным гарнизоном. Не тратя времени на организацию бесперспективной осады, он атаковал армию Аспара в Херсонесе Фракийском и уничтожил её в решающем сражении (443). Гунны, которых ничто уже не могло остановить, подвергли разорению Фракию, Иллирик, Мёзию, Дакию и устремились в Грецию. Тяжелейшее поражение заставило Константинополь просить о мире. Вести переговоры поручили Анатолию. Условия были крайне тяжелы для империи — немедленная выдача беглецов, выплата долгов по ежегодной дани, оценённых в 6 тысяч либр золота, также утраивалась и сумма ежегодной дани, теперь Аттила должен был получать 2100 либр золота в год. Соглашение было подписано до 27 августа 443 года. В этот день Феодосии вернулся из Малой Азии в Константинополь, по-видимому, уже в период, когда непосредственная опасность императору уже не угрожала. После опустошений, произведённых Аттилой, империя должна была заново отстраивать границу на Дунае — почти сразу после заключения мира 12 сентября 443 года Флавий Ном, один из влиятельных министров императора, получил приказ заняться созданием оборонительных укреплений.
Аттила продолжал беспокоить Константинополь требованиями и отправлял многочисленные посольства. Эти назойливые посольства одаривали подарками, заверяли в нерушимости договоров и стремлении сохранить мир. Тем не менее империи удавалось сохранять спокойствие на протяжении нескольких лет.
Гунны появились вслед за целой чередой обрушившихся на страну бедствий — чумой, голодом и страшным землетрясением 447 года. Аттила не преминул воспользоваться обстоятельствами и вновь вторгся в пределы империи. В этот раз вторжение носило более масштабный характер. Аттила привёл за собой гепидов Ардариха и готов Валамера. Гунны двигались восточнее, чем в 441 году, чтобы обойти укрепления, возведённые под руководством Нома, и сосредоточили основной удар на придунайских провинциях. Защиту столицы император поручил вождю исавров Зенону, который привёл в Константинополь сильный отряд. Навстречу Аттиле из Маркианополя, столицы Мёзии выступил Арнегискл — magister utriusque militiae per Thraciam. Армии сошлись в битве на реке Утус в Дакии. Но личное мужество, проявленное Арнегисклом в бою, не решило судьбы сражения — битва была проиграна. Победа на реке Утус позволила Аттиле развернуться в полную силу. Маркианополь пал, и гунны принялись опустошать провинции империи. Феодосий вынужден был вступить в переговоры. Они вновь были поручены Анатолию, и в 448 году империя, пойдя на ещё более тяжёлые условия Аттилы, установила мир с гуннами. Обмен посольствами не прерывался и после 448 года, среди них было и посольство Максима 449 года, в котором его сопровождал Приск. В 450 году последовало заключение Анатолием нового мирного соглашения. По мере того как возрастал интерес Аттилы к делам Запада, слабела опасность нового вторжения. Поход Аттилы против Рима в начале 451 года и последовавшая за этим битва на Каталаунских полях позволили на время забыть о гуннской угрозе.
Недостаток сведений, содержащихся в источниках, не позволяют с точностью восстановить картину нашествия гуннов Аттилы в 440-х годах. Известия, касающиеся жизни и положения Аспара ещё более скудны, и на основании них можно делать только самые осторожные выводы. В ходе кампаний против гуннов в 441, 443 и 447 года высшее командование терпело поражение за поражением. Неудачи в военных действиях не могли не отразиться на служебной карьере всех высших командных чинов, однако, по всей видимости, Аспар сумел сохранить своё влияние. Косвенно свидетельствует об этом консульство Ардавура-младшего, пришедшееся на 447 год, а к 449 году относится и ценное сообщение Приска о том, что, невзирая на слухи, Ареобинд и Аспар не потеряли своего значения при дворе. Мы не можем уверенно говорить об обстоятельствах его жизни в этот период, но можно утверждать, что к 450 году он был в числе тех, чья деятельность определяла политическую жизнь Восточной Римской империи.

## Возвышение Аспара и Ардавура-сына в правление Маркиана (450—457)
Безграничное влияние Хрисафия в последние годы царствования Феодосия II чувствовалось в любом значительном событии жизни империи: получившем его поддержку монофизитском «разбойничьем соборе» 449 года, избрании Константинопольского патриарха, политике по отношению к гуннам. Однако в 450 году благоволение императора Феодосия закончилось — неясная придворная интрига положила конец неограниченной власти евнуха, и ближайшим лицом к Феодосию II вновь стала его сестра — Пульхерия. Поражение давнего врага открыло для неё возможность участвовать в государственном управлении, от которого она была отстранена почти на десять лет. Вместе с ней во власть должны были прийти все те, кто так или иначе был оппозиционно настроен по отношению к политике Хрисафия, решениям собора в Эфесе и возросшему влиянию александрийского духовенства. На несколько месяцев Пульхерия разделила со своим братом верховную власть в империи и, казалось, что её партия может торжествовать победу в длительной придворной борьбе. Однако 26 июля 450 года во время охоты в окрестностях столицы Феодосий упал с коня и сломал позвоночник. Спустя два дня — 28 июля — император умер, не оставив наследника.
Положение Пульхерии, хотя и носившей титул августы, стало неожиданно шатким. В отличие от Галлы Плацидии она не имела сына и не могла управлять империей от его имени. Следовательно, ей требовалось выбрать себе мужа, который соответствовал бы её взглядам, отвечал ожиданиям её сторонников и не вызвал бы разочарования или возмущения в народе. Было и ещё одно препятствие на пути к трону — одновременно с принятием титула августы, она, обладая глубоким религиозным чувством, приняла и обет безбрачия. Но Пульхерия достаточно быстро заручилась всей необходимой для беспрепятственного избрания поддержкой: было получено согласие сената и, по-видимому, разрешение патриарха на снятие обета. Лояльность со стороны армии ей обеспечил Аспар — на тот момент наиболее значительное лицо среди тех, кого принято называть «готской партией». И меньше чем через месяц после смерти Феодосия стал известен его преемник — Маркиан, карьера которого была тесно связана с родом Аспаров — Ардавуриев: он в течение пятнадцати лет был доместиком у Аспара и служил под его началом во время похода против вандалов в 431 году. Как и на каких условиях происходила консолидация всех заинтересованных сил вокруг кандидатуры будущего императора, чьей креатурой он был — Аспара, Пульхерии, компромиссной фигурой, на которой сошлись интересы нескольких влиятельных сил, — неизвестно; подробного описания политических событий, связанных с избранием, не сохранилось.
В августе 450 года Маркиан был провозглашён императором. Первым делом была окончательно устранена угроза со стороны Хрисафия — его выдали Иордану, сыну Иоанна Вандала. В следующем году состоялось наиболее известное событие в правление Маркиана — был проведён знаменитый Халкидонский собор. Помимо искреннего стремления императора и Пульхерии к установлению порядка в делах церкви, проведение собора позволило нанести сильнейший удар по политическим противникам. Изменилась и политика в отношениях с гуннами, новое правительство приостановило ежегодные выплаты. Однако походы Аттилы в Италию (451—452), его неожиданная смерть в (453), а затем и битва при Недао (454) сняли опасность нового нашествия. В течение семи лет правления Маркиана, особенно в сравнении с Западом, империя избегала резких потрясений.
Близость к трону позволила достичь Аспарам — Ардавуриям высшего положения в империи. Вскоре после своего избрания новый император даровал Аспару и Ардавуру титул патриция и благоволил к ним в дальнейшем. Аспар, по всей видимости, способствовал карьере своего сына (считается, что сам он сохранял за собой звание magister utriusque mlitiae непрерывно с момента своего первого назначения). С начала правления Маркиана в 450—453 годах Ардавур упоминается в качестве magister militum (возможно, comes rei militaris). Выдвинувшись благодаря своим победам во Фракии над варварами (вероятно гуннами), он заслужил повышение и в 453 году стал магистром армии Востока. Назначение сына Аспара magister militum per Orientem является весьма примечательным фактом — подобное сосредоточение высших военных постов в руках одного семейства шло вразрез с привычным для Восточной Римской империи порядком разделения командования между несколькими военачальниками.
В силу своего положения Аспары-Ардавурии определённо оказывали значительное влияние на дела империи, но сведения об их участии в военных кампаниях, политической деятельности, а тем более повседневной жизни редки и отрывочны. Известны уже упоминавшиеся победы Ардавура во Фракии, в 453 году он сражался с арабами недалеко от Дамаска, а затем вступил с ними в переговоры. Приск, заставший Ардавура в это время в Дамаске, характеризует его как «человека, благородного духом», и с укором упоминает о его праздных занятиях, предаваясь которым, он «не думал о делах, приносящих славу». Ардавур — младший в мирное время был любителем развлечений, мимов и представлений на подмостках. Тот же Приск рассказывает и о «безделице», принадлежавшей Аспару — карлике-горбуне Зерконе. В Суде есть упоминание о конфликте Ардабура с Северианом, который нанес оскорбление магистру армии Востока Ардабуру, «сыну Аспара, варвара, имевшего огромное влияние при императоре», после чего Ардабур с Аспаром причинили ему множество неприятностей. Вряд ли приходится сомневаться в том, что Аспариды обладали значительным состоянием. Но мы можем судить об этом только благодаря дошедшим до нас известиям о благотворительности Аспара и по отрывочным сведениям об их имуществе. К примеру, Ардавур владел собственностью в Дафне (пригород Антиохии) и виллой неподалёку от Константинополя. Участвовал Аспар и в делах, связанных с важнейшим событием того времени — Халкидонским собором. Он ходатайствовал перед императором за знаменитого Феодорита Кирского. В письме к Аспару Феодорит призывает его «не переставать умолять» императора и императрицу о созыве нового церковного сбора. Среди корреспондентов епископа было много влиятельных лиц: Анатолий, magister officiorum Иоанн Винкомал, comes domesticorum Спораций, но обращение к Аспару-арианину выделяется в этом ряду.
К концу правления императора Маркиана Аспары — Ардавурии в своём роду трижды удостаивались консульства, Аспар являлся magister militum и первым сенатором, и, следовательно, Ардавур был magister militum (per Orientem) уже в третьем поколении, оба носили титул патриция. Нельзя не сказать и ещё об одной силе, которая обеспечивала могущество Аспара, — остготах Теодориха Триария. Союз Теодориха Страбона и Аспара был скреплён браком — за Аспара была выдана тётка или сестра остготского вождя. Эта часть остготов, по-видимому, пользовалась особым расположением и патронажем со стороны Аспара, и при необходимости он мог опереться на них. Однако как ни велико было влияние Аспара, Маркиан, по всей видимости, надеялся самостоятельно выбрать преемника. В 453 году он выдал свою единственную дочь Евфимию за Антемия, происходившего из известной семьи. Сразу после свадьбы Антемий стал comes rei militaris per Thracias (453/454), затем magister utriusque militiae, а в 455 году — патрицием и консулом. Если у Аспара и были какие-либо виды на престол, то это не повлияло на решение императора.
В 457 году император Маркиан скончался, августа Пульхерия умерла за четыре года до этого — предстояло решить, кто займёт пустующий трон.

## Аспар и избрание Льва I (457—474). Аспары-Ардавурии в первые годы царствования

«Кубок Ардавура и Анфусы». Предмет является частью коллекции Dumbarton Oaks.

Широко известна версия о том, что сенат предложил Аспару занять престол, но он отказался, так как боялся, что этот случай породит новый обычай избрания императора. Основывается она на свидетельстве Теодориха Великого, содержащемся в акте церковного собора в Риме. Этот факт стоит особняком и не находит пока подтверждения в других источниках. И хотя аутентичность самого документа сомнений практически не вызывает, относительно правдоподобности описываемого события до сих пор ведутся дискуссии. Если после смерти Маркиана у Аспара и были виды на престол, то вряд ли его сдерживал только благоговейный страх перед традицией. Главным препятствием, способным преградить Аспару дорогу к власти, было арианство. Избрание арианина варварского происхождения императором едва ли могло снискать себе популярность. Такое решение вопроса о престолонаследии грозило вызвать весьма вероятные массовые возмущения в столице и в империи. Как будет видно, арианство, преграждавшее путь Аспаридам к трону в 457 году, ещё сыграет свою роль в их судьбе.
После смерти Маркиана ближайшим претендентом на трон стал Антемий, происходивший из знатного и известного рода и женатый на дочери императора от первого брака — Евфимии. Антемий уже успел сделать головокружительную карьеру и, по всей вероятности, на престоле после себя Маркиан видел именно его. Из панегирика Антемию Сидония Аполлинария нам известно, что долгое время он противился планам своего тестя и, в конце концов, уступил венец другому. Насколько справедливы слова поэта, и был ли Антемий действительно столь равнодушен к власти, неизвестно. Однозначно можно утверждать только одно — на этот раз в момент избрания Аспар обладал огромной властью и влиянием. Настолько огромной, что, несомненно, он назвал имя будущего императора. И если даже оппозиция существовала, то, выбирая между противостоянием Аспару и мирным согласием с его волей, она предпочла согласие. Сенат после обсуждений одобрил кандидатуру будущего избранника. В этом случае Аспар не выступал хранителем традиций или преемственности в престолонаследии. Его кандидат не только не принадлежал к императорской фамилии, но даже формально не был связан с правившей династией. Им стал Лев — comes et tribunus Mattiariorum (одного из шести legiones palatinae под командованием Аспара, расквартированного в Силимврии (Selymbria)). Лев не имел никаких связей с императорской династией, не принадлежал к столичной знати и не обладал особым богатством. Имеются свидетельства, что Лев служил управляющим (curator) многочисленных поместий Аспара. О том, почему выбор Аспара пал именно на него, можно гадать. Но определённо можно полагать, что выдвигая Льва, Аспар рассчитывал на лояльность нового императора, а сенат, столичная знать, армия и клир одобрили этот выбор.

«Кубок Ардавура и Анфусы», ближний план

7 февраля 457 года новый император Лев I был коронован императорской короной Константинопольским патриархом Анатолием. Впервые патриарх венчал императора Восточной Римской империи на царство. Объясняется нововведение просто — с пресечением предыдущей династии требовалось законное обоснование воцарения нового императора, избрание нуждалось в подкреплении авторитетом церкви и патриарха. В церемонии вступления Льва на престол, прошедшей вначале на Военном поле в окрестностях Константинополя, а затем — в самой столице, участвовали патриарх Анатолий, армия, префект столицы, сенат и все высшие чины империи. Само описание говорит как об огромном влиянии Аспара, так и о том, что ему удалось достичь консолидации интересов всех задействованных в избрании сил.
По крайней мере в течение шести — семи первых лет правления Льва I Аспар оказывал серьёзное влияние на дела империи и был одним из magistri militum praesentales. Ардавур-сын сохранил пост магистра армии по Востоку. В 459 году стал консулом второй сын Аспара Патрикий. Почетность этого консульства отмечает Брайан Кроук — традиционно после восшествия на престол император получал консульство следующего года (458), и назначение Патрикия консулом непосредственно в 459 году свидетельствует об особом отношении императора к Аспаридам. Тогда же один из сторонников Аспара — Вивиан — становится префектом претория Востока. Влияние Аспара, по-видимому, заметно и в назначении консулом Дагалайфа в 461 году. Отец Дагалайфа — Ареобинд, гот по происхождению, magister militum praesentalis, был тесно связан с Аспаром и даже разделил с ним консульство 434 года. Более того, род Ареобинда и род Аспара были связаны посредством брака Дагалайфа и единственной внучки Аспара — Годисфеи. На 463 год приходится консульство уже известного нам Вивиана. В 465 году консульства удостоился и младший сын Аспара, Германарих. Таким образом, Аспариды, их свойственники и сторонники в течение семи лет с 458 по 465 годы удостаивались консульства четыре раза. Образ жизни Аспара в период его наибольшего могущества был обычным для любого знатного и влиятельного вельможи той эпохи. Видимо, желая снискать популярность в народе, он в 459 году построил в Константинополе цистерну — сооружение, крайне необходимое для тогдашней системы водоснабжения, в особенности — для крупного города. После большого пожара в столице он оказывал пострадавшим помощь из собственных средств. Церкви св. Анастасии в Константинополе Аспар преподнес богатые дары. Факт интересен тем, что церковь св. Анастасии при Григории Назианзине оказалась последним островком православия в Константинополе, и именно оттуда он начал свою борьбу с арианством.
О большом влиянии Аспара на церковные и светские дела говорит то, что римский папа Лев I упоминает его как своего постоянного адресата и считает соправителем императора. Известно об участии Аспара в знаменитом деле Тимофея Элура, патриарха Александрии, которому он оказывал поддержку вопреки воле императора и ортодоксального духовенства. Наряду с этим известно и заступничество Аспара за монофизита Амфилохия, епископа Сида — несмотря на то, что монофизитство было недавно осуждено на Халкидонском соборе. Имя Ардавура связано с именем знаменитого христианского святого — Симеона Столпника. Существует рассказ о попытке Ардавура выстрелить в св. Симеона из лука, за что он был покаран болями в руке. В то же время мы находим более правдоподобную историю, по-другому характеризующую Ардавура. Когда в 459 году Симеон Стилит скончался на своём столпе, жители Антиохии обратились с просьбой выдать им тело святого. Ардавур послал отряд готов, который должен был перенести прах Симеона и не допустить его осквернения.
Вскоре однако стало заметным, что император Лев начал тяготиться властью и влиянием Аспара.

## Аспар и Лев I Макелла

Цистерна Аспара в Стамбуле (современный вид).

Примерно к середине 60-х годов появляются первые признаки недовольства императора Льва I властью Аспаридов. В этот период, а возможно и ранее, Аспар добился от Льва обещания сделать его второго сына Патрикия цезарем и выдать за него младшую дочь императора — Леонтию. Аспар выбрал наиболее простой способ обеспечить своему сыну право на престол. Лев избрал не менее надёжное средство, чтобы противостоять этим планам — он решил обзавестись наследником и упрочить свою династию. В то время ему было за шестьдесят, но он хотел этого настолько сильно, что вместе с супругой Вериной в июле/августе 462 года даже прибег к помощи святого Даниила Столпника. И 25 апреля 463 года Верина разродилась мальчиком. В столице состоялись соответствующие событию торжества, Верина получила титул августы, а Даниилу Стилиту в благодарность заложили третий столп. Можно даже предполагать, что новорождённый был тут же провозглашён цезарем, чтобы твёрдо закрепить за ним право престолонаследия. Неизвестно, как воспринял и что предпринял Аспар, узнав это известие, но он определённо видел и понимал причины усилий и устремлений немолодого императора. Но ожиданиям Льва I не суждено было сбыться — через пять месяцев наследник скончался. Аспар вновь мог рассматривать брак своего сына с дочерью императора как средство достижения верховной власти. В год своего консульства (464) оставил свой пост Рустиций, и его должность — magister militum per Thracias была отдана Василиску. Трудно сказать, являлось ли это назначение попыткой императора ограничить власть Аспара, но Лев однозначно упрочивал свои позиции. Василиск, ничем особо не проявивший себя на военной службе, сделал благодаря сестре головокружительную карьеру и занял один из высших командных постов в армии. Открытого конфликта ещё не было, но борьба уже началась. Даже по сохранившимся скудным сведениям об этом противостоянии можно судить о возраставшем между ними напряжении. Известно о конфликте императора с Аспаром относительно Тациана и упоминавшегося уже Вивиана. О предмете спора можно только предполагать, однако нам известно о назначения Тациана консулом на 466 год наряду со Львом I. Исходя из этого, можно предположить предмет спора между Аспаром и императором — консульство будущего года. Если это так, то мы видим, что Аспар, несмотря на все своё влияние, не смог в этом вопросе беспрепятственно навязать свою волю. По Кандиду, этот конфликт послужил толчком к решению Льва привлечь к себе исавров через посредство Зенона. Считается, что Лев I, стараясь уменьшить влияние готской партии Аспара, начинал больше опираться на силы экскувиторов-исавров, которые создавались в качестве противовеса схолам, традиционно набиравшимся в восточной части империи из германцев. Возможно, отзвук конфликта императора Льва и Аспара из-за Тациана и Вивиана слышится в сообщениях позднейших историков, хотя столкновений могло быть и несколько. Георгий Кедрин говорит о том, что Лев, вопреки обещанию данному Аспару, назначил префектом города своего ставленника. Аспар, взяв Льва за порфиру, сказал: «Император, тому, кто носит это одеяние, не должно лгать». Лев ответил ему, что государю не к лицу и подчиняться, тем более во вред государственному благу. 2 сентября 465 года внезапно вся политическая жизнь столицы была нарушена страшным событием — случился Большой пожар в Константинополе. Аспар, как уже упоминалось, сыграл заметную роль при его тушении и ликвидации последствий. Он лично вдохновлял людей бороться с огнём словами, обещаниями и личным примером. Лев I, напротив, устрашённый размахом пожара, оставил город и перенёс на время свою резиденцию за пределы столицы.
В 466 году Лев I нанес Аспару первый, но тяжёлый удар. Ардавур, magister militum per Orientem, был обвинён в измене. Зенон смог добыть для императора тайную переписку Ардавура с персами. Предоставленные Зеноном доказательства позволили Льву I выступить открыто. Было созвано заседание сената (conventus), на нём в присутствии императора Льва и самого Аспара (Ардавур находился в это время в Антиохии) magister officiorum Патрикием были зачитаны письма, в которых Ардавур — младший подстрекал персов к вторжению на территорию империи. Аспару пришлось отмежеваться от столь явных преступлений своего сына и согласиться на любые меры, которые император сочтёт нужным предпринять. Приговор не заставил себя ждать — вследствие открывшейся измены Ардавур был смещён, лишён должностей, титула патриция и отозван в столицу для дачи объяснений. Прибытие Ардавура в Константинополь не изменило положения. Если Ардавур и приводил какие-либо аргументы в своё оправдание, то они остались без внимания, и он был низведён до статуса рядового гражданина. Аспар не смог воспрепятствовать опале сына, на этот раз он оказался бессилен. Место Ардавура — младшего занял Иордан, сын Иоанна Вандала. Таким образом, ключевые посты в командовании — magister militum per Thracias и magister militum per Orientem а, следовательно, и командование двумя крупнейшими армиями оказались в руках назначенцев Льва I — Василиска и Иордана соответственно. Удар был огромной силы, и в 469 году даже породил на Западе слух о том, что Аспар стал частным лицом, а сын его убит, так как они разоблачены как изменники. По всем признакам, император стал действовать гораздо более независимо, а Аспар все больше оттеснялся от принятия государственных решений. Возможно, косвенным доказательством этого служит тот факт, что во время начавшейся войны скиров и готов император отверг совет Аспара не вмешиваться в распрю. Зенон был назначен comes domesticorum, а вскоре после этого император Лев выдал за него свою дочь Ариадну. С этого периода начало возрастать влияние Зенона. Как comes domesticorum он постоянно находился в непосредственной близости от императора, проживал со своей семьёй во дворце и мог рассчитывать вскоре стать одним из magister militum. Брак Зенона и Ариадны в глазах императора Льва был более безопасен для его власти, чем брак сына могущественного Аспара с Леонтией. Зенон не имел того положения и связей, которыми обладали Аспары-Ардавурии, и, что не менее важно, взяв в жены Ариадну, он не получил вместе с ней титул цезаря. По всей видимости, опала сына не затронула Аспара напрямую, и он продолжал сохранять за собой должность magister militum in praesentalis и титулы. По крайней мере, в том же 466 или 467 году, когда империя столкнулась с гуннами и готами во Фракии, в руководстве кампанией принял участие и Аспар. Развернувшиеся в то время события описаны в дошедшем до нас отрывке из Приска Панийского, в котором находятся любопытные сведения о тактике Аспара в борьбе с варварами. Полностью сокрушить влияние Аспаров-Ардавуриев было, вероятно, непросто, и при необходимости приходилось с ними считаться и прибегать к их услугам. Аспар, как уже говорилось, оставался одним из двух magistri militum praesentales. Ардавур после своей отставки продолжал являться влиятельным лицом в Константинополе и даже пытался, хоть и безуспешно, заставить силой выдать его человека, искавшего спасения у св. Маркелла. В 466/471 году он, действуя в интересах императора Льва, нанес поражение и убил готского вождя Вигелиса (Bigelis), совершившего неудачное вторжение на территорию империи.
Большой дипломатический успех Льва — он возвёл на престол Западной Римской империи своего ставленника Антемия (467—472) — позволил начать подготовку к кампании следующего года против вандалов. Была и ещё одна выгода в избрании Антемия императором Запада — Лев «заботливо» удалял из Константинополя ещё одного влиятельного претендента на престол. После тщательной подготовки, потребовавшей колоссальных расходов, Лев I отправил в 468 году большую военную экспедицию в Африку. Широкомасштабная операция должна была проводиться силами как Восточной, так и Западной империи. Во главе похода Лев поставил своего шурина — Василиска, назначив его magister militum in praesentalis; во Фракии его заместил Зенон. Аспар не получил никакого назначения в задуманном императором амбициозном предприятии, и два других командующих, Ираклий и Марцеллин, также не были его выдвиженцами. Грандиозная по своему замыслу экспедиция в Африку закончилась полным провалом. Гейзерих уничтожил флот Василиска, Ираклию пришлось отступить, а так и не выступивший Марцеллин был в том же году убит. После разгрома вернувшемуся в столицу Василиску пришлось искать убежища от народного гнева в храме св. Софии, и он спасся только благодаря своей сестре Верине. Хотя Василиск и сохранил за собой должность, но был вынужден удалиться в Гераклею, где и оставался, по-видимому, вплоть до 471 года. Поражение породило множество толков — Василиска обвиняли в измене, говорили о кознях Аспара и даже сговоре Аспара, Ардавура и Василиска против императора. О том, причастен ли Аспар к провалу похода против вандалов, говорить трудно. В его оправдание можно привести авторитетную цитату Э. Штейна: «Ничего не даёт оснований его твёрдую политику мира в отношении вандалов приписывать эгоистичным, враждебным государству мотивам». Ясно одно — катастрофа в Африке изменила всю внутриполитическую ситуацию в Константинополе.

## Гибель Аспара
В 469 году возобновилась опасность гуннского нашествия. После того, как посольство «детей Аттилы» (468/469) получило отказ в Константинополе, гунны предприняли последнюю попытку вторгнуться на Балканский полуостров. Вторжение не имело успеха, и гуннские отряды были разгромлены Анагастом. Голова их вождя Денгизиха была отослана в Константинополь и выставлена на всеобщее обозрение. Но не победа над гуннами стала ключевым событием года — он был полон глухой политической борьбы. По дошедшим до нас отрывочным сведениям трудно реконструировать четкую последовательность событий и определить их взаимосвязь. Но нам известно о том, что с отъездом Василиска в Гераклею в столице, а значит и в центре политической жизни остался только один из двух magistri militum praesentales — Аспар.
Теперь ближайшей опорой императора Льва стал Зенон, чьё консульство приходилось на 469 год, и в том же году Аспар не замедлил напомнить ему о себе. В 469/470 вспыхнул мятеж Анагаста. Он взял несколько укреплений, но императорским посланникам удалось устранить угрозу путём переговоров и не допустить серьёзных последствий. По одной из версий Анагаст заявил, что он якобы был подстрекаем Ардавуром и в доказательство предоставил императору письма. Наконец, противостояние Аспара и Зенона вылилось в открытое столкновение. Было совершено прямое покушение — часть подразделений Зенона вступила в сговор с Аспаром и напала на своего командира (469). Зенон едва сумел спастись и бежал в крепость Сердику. Лев, видимо, стараясь спасти Зенону жизнь, назначил его magister militum per Orientum и отправил подальше от Аспара, в Антиохию. В его отсутствие Ардавур предпринял попытки переманить на свою сторону исавров, о чём было доложено Зенону приятелем Ардавура Мартином.
Император Лев I, лишённый поддержки Василиска и Зенона, был принуждён согласиться выполнить данное Аспару обещание. В 470 году Патрикий был возведён в цезарское достоинство и получил окончательное согласие Льва на брак с Леонтией, который состоялся предположительно в 470/471 году. Патрикий, после обручения с Леонтией и приобретения титула цезаря, с подобающей его новому положению пышностью был послан в Александрию. Однако провозглашение арианина цезарем, а, значит, и вероятным наследником вызвало всплеск народного негодования. Произошедшее в столице выступление возглавили патриарх Константинополя Геннадий и архимандрит Маркелл. Собравшемуся на ипподроме народу император обещал, что Патрикий перейдёт в православие, и только после этого толпа разошлась. Спасаясь из угрожавшего ему Константинополя, Аспар вместе с Ардавуром переправился в Халкидон и укрылся в церкви св. Евфимии, где демонстративно отказывался принять патриарха до встречи с императором. Аспар, окружённый преданными ему отрядами, оставался там до тех пор, пока не добился прибытия туда самого Льва I, который лично дал ему гарантии безопасности.
Как бы ни развивались события 468—470 годов, очевидно одно — Аспар достиг своих целей: Патрикий вступил в брак с Леонтией и был провозглашён цезарем, Василиск и Зенон были оттеснены из столицы, а сам Аспар мог уверенно рассчитывать на упрочение достигнутого. Источники, особенно позднейшие, говорят о желании Аспара в этот период узурпировать власть, о заговоре с целью убийства императора. Неизвестно, верны ли свидетельства о подобных намерениях Аспара. У нас нет ни одного утверждения о том, чтобы Аспар, дважды возводивший на трон своих ставленников, хотя бы раз прибег к силе против императора. Но последний конфликт мог легко подтолкнуть его к такому решению. Однозначного ответа мы не имеем. Император Лев не мог долго мириться с подобным ограничением своей власти, особенно после периода относительной свободы 466—469 годов. В его распоряжении все ещё оставались армии Василиска и Зенона. Собирая силы, император заключил мир с вандалами, так как нуждался в Василиске, Ираклии и Марсе. В середине 471 все было готово — Зенон ждал в Халкидоне, Василиск в Гераклее. Аспар и его сыновья были приглашены во дворец, где на них с мечами набросились евнухи. Аспар и Ардавур-младший были убиты, Патрикию удалось бежать. Германариха с ними не было. Сразу после убийства Аспаридов Острис, один из командиров Аспара, совершил нападение на дворец, однако безуспешно — атака была отбита, самому Острису едва удалось вырваться из окружения вместе с красавицей-любовницей Аспара. Возможные в будущем угрозы императору были сняты своевременным прибытием Василиска из Гераклеи и Зенона и Халкидона. После резни во дворце император Лев получил прозвище «Макелла» — мясник, а отважная попытка отомстить за гибель Аспара легла в основу поговорки: «Нет у мертвого друга, кроме Остриса», События 471 года дали повод Теодориху Страбону требовать «наследства Аспара». Переговоры ни к чему не привели, и готы принялись опустошать Фракию. В 473 году Лев I заключил с Теодорихом соглашение — император назначил его magister militum praesentalis, признал независимым правителем готов и обещал значительную денежную выплату. Сказалась смерть Аспара и на положении ариан — после его убийства император Лев подверг их преследованиям, и они перестали пользоваться былой независимостью. По легенде, падение Аспара предвидела предсказательница Анфуса, жившая на Сицилии.
Род Аспара продолжил своё существование, потомки Ардавуриев известны до первой половины VI века. Его представители добивались высших командных должностей, титулов и даже были связаны брачными узами с императорским домом, однако достигнуть былого могущества им никогда уже не удалось.

## Аспар в литературе
Пьер Корнель  трагедия «Пульхерия» (Pulchérie) 1672
Бернар Ле Бовье де Фонтенель трагедия «Аспар» (Aspar) 1680

## Список источников и сокращений
Anton. V. Sym. Antoninus, Vita S. Symeonis Stylitae (ed. H. Lietzmann, in Texte und Untersuchungen 32; 1908)
CIL Corpus Inscriptionum Latinarum
CJ Codex Iustinianus (ed. P. Krueger; 1877)
Candidus Candidus, fragments (ed. C. Mueller, in FHG IV, = Phot. Bibl. 79)
Cass. chron. Cassiodorus, Chronicle (ed. Th. Mommsen, in MGH (AA) XI (1894)
Cedr. Georgius Cedrenus Historiarum Compendium (ed. I. Bekker; 1838—1839)
Chron. Pasch. Cronicon Paschale (ed. L. Dindorf; 1832)
Const. Porph. de. cer. Constantine Porphyrogenitus, De ceremoniis aulae Byzantinae (ed. JJ Reiske; 1829—1830)
D H. Dessau, Inscriptiones Latinae Selectae (1892—1916)
Dam. Epit. Phot. Damascius Epitome Photiana (see Dam. V. Isid.)
Dam. fr. Damascius, fragments (see Dam. V. Isid.)
Dam. V. Isid. Damascius Vita Isidori; the remains edited by Cl. Zintzen (1967). Cited as either Dam. Epit. Phot. (for left-hand pages) or Dam. fr. (for right-hand pages, of Zintzen’s edition)
Evagr. HE Evagrius Ecclesiastical History (ed. J. Bidez and L. Parmentier; 1898)
Exc. de ins. Exerpta Historica iussu imperatoris Constantini Porphyrogeniti confecta IV, de insidiis (ed. C. de Boor; 1905)
FHG Fragmenta Historicorum Graecorum (ed. C. Mueller; vol. IV, 1851; vol. V, 1870)
Greg. Tur. HF Gregory of Tours, Historia Francorum
Hyd. Lem. Hydatius Lemicensis, Chronicon (ed. Th. Mommsen, in MGH (AA) XI (1894); also ed. A. Tranoy, in Sources Chrétiennes 218 (1974))
IGLS L. Jalabert and R. Mouterde, Inscriptions grecques et latines de la Syrie (1929-)
ILCV E. Diehl, Inscriptiones Latinae Christianae Veteres (1925—1931)
Joh. Ant. fr. John of Antioch, fragments (ed. C. Mueller, in FHG IV and V (1851, 1870); also ed. C. de Boor, in Exc. de ins.)
Joh. Mal. John Malalas, Chronographia (ed. L. Dindorf; 1831)
Joh. Mal. fr. John Malalas, fragments (ed. C. de Boor, in Exc. de ins.)
Jord. Get.. Jordanes Getica
Jord. Rom. Jordanes Romana
Leo, Ep. Pope Leo I, Epistulae (in PL 54; also ed. Ed. Schwartz in ACOec. II 4 (1932))
MGH (AA) Monumenta Germaniae Historica (Auctores Antiquissimi)
Malch. Malchus of Philadelphia, fragments (ed. C. Mueller, in FHG IV)
Marcell. com. Marcellinus comes, Chronicle (ed. Th. Mommsen, in MGH (AA) XI; 1894)
Mich. Syr. Michael the Syrian, Chronicle (ed. and. trans. J. B. Chabot; 1899—1924)
Nic. Call. HE Nicephorus Callistus, Historia Ecclesiastica (in PG 145-7)
Not. Dig. Or. Notitia Dignitatum, pars Orientalis
Nov. Theod. Theodosius II, Novellae (ed. P. Meyer and Th. Mommsen; 1905)
Olymp. fr. Olympiodorus of Thebes, fragments (ed. C. Mueller, in FHG IV)
PG J. P. Minge, Patrologia Graeca
Philost. Philostorgius, Historia Ecclesiastica (ed. J. Bidez, in Gr. Schr. 21; 1913)
Phot. Bibl. Photius, Bibliotheca (ed. I. Bekker, in PG 103-4)
Prisc. fr. Priscus of Panium, fragments (ed. C. Mueller, in FHG IV and V; also ed. C. de Boor, in Exc. de leg.)
Proc. BV Procopius of Caesaria, de bello Vandalico
Prosp. Tiro Prosper Tiro, Chronicle (ed. Th. Mommsen, in MGH (AA) IX; (1892)
Ps.-Dion. Chron. Chronicon Pseudo-Dionysianum vulgo dictum (ed. and trans. J. B. Chabot, in CSCO (Scr. Syr.); vol. I = Scr. Syr. 43 (text), 66 (trans); vol. II = Scr. Syr. 53 (text) (no trans.)
Sid. Ap. Carm. Sidonius Apollinaris, Carmina (ed. W. B. Anderson (1936); also ed. C. Lütjohann in MGH (AA) VIII (1887))
Soc. Socrates, Historia Ecclesiastica (ed. R. Hussey; 1853)
Soz. Sozomenus, Historia Ecclesiastica (ed. J. Bidez and G. C. Hanson, in Gr. Schr. 50 (I960))
Suid. Suidas, Lexicon (ed. A. Adler; 1928—1938)
Theod. Ep. Theodoret, bishop of Cyrrhus, Epistulae (ed. Y. Azéma, in Sources Chrétiennes 40, 98, 111 (1955, 1964, 1965))
Theod. Lect. Epit. Theodorus Lector, Epitome Historiae Ecclesiasticae (ed. G. C. Hanson, in Gr. Schr. 54 (1971))
Theoph. AM Theophanes, Chronographia (dates 'Anno Mundi') (ed. C. de Boor; 1883)
V. Dan. Styl. Vitae S. Danielis Stylitae (ed. H. Delehaye, in Anal Boll. 32 (1913), and in Les Saints Stylites (1923))
V.S. Marcelli Vita et Conversatio S. Marcelli archimandritae monasterii Acoemetorum (in PC 116; for an earlier version, G. Dagron, La Vie ancienne de saint Marcel l’Acémete, in Anal. Boll. 86 (1968), pp. 287—321)
V. Sym. Styl. (Syr.) Vita S. Symeonis Stylitae (in Syriac) (ed. and trans. H. Lietzmann, in Texte und Untersuchungen 32; 1908)
Vict. Tonn. Victor Tonnennensis, Chronicle (ed. Th. Mommsen, in MGH (AA) XI; 1894)
Zach. HE Zacharias Rhetor, Historia Ecclesiastica (ed. and trans. E. W. Brooks, in CSCO (Scr. Syr.) in 5-6; 1919, 1921, 1924)
Zon. Zonaras, Epitome Historiarum (ed. L. Dindorf; 1868—1875)
(выдержка из ‘List of sources’, Martindale, J. PLRE vol. 2, 1980)